# Aeroportul Regional Western Nebraska
Aeroportul Regional Western Nebraska (IATA: BFF, ICAO: KBFF, FAA LID: BFF) este un aeroport din Nebraska, Statele Unite ale Americii ce deservește zona Scottsbluff⁠(d). Aeroportul a fost tranzitat în 2019 de 35.414 pasageri.
Situat la o altitudine de 1.209 m, aeroportul dispune de 2 piste.

## Infrastructură

### Piste
Aeroportul dispune de 2 piste. Pista 05/23 are suprafața de asfalt și dimensiunile 8.002 picioare × 150 picioare. Pista 12/30 are suprafața de asfalt și dimensiunile 8.279 picioare × 150 picioare. 